# فرانسيسكو باتاغليا
فرانسيسكو باتاغليا (بالإيطالية: Francesco Battaglia)‏ هو لاعب كرة قدم إيطالي، ولد في 26 أبريل 1985 في كاستيلامونتي في إيطاليا. شارك مع منتخب إيطاليا تحت 15 سنة لكرة القدم ومنتخب إيطاليا تحت 16 سنة لكرة القدم ومنتخب إيطاليا تحت 17 سنة لكرة القدم ومنتخب إيطاليا تحت 18 سنة لكرة القدم ومنتخب إيطاليا تحت 19 سنة لكرة القدم ومنتخب إيطاليا تحت 20 سنة لكرة القدم. أما مع النوادي، فقد لعب مع كييفو فيرونا ونادي برو فيرتشيلي ونادي تورينو ونادي سبال ونادي سيتاديلا ونادي فينيزيا ونادي لنيانو ونادي يوبين.

## وصلات خارجية
- فرانسيسكو باتاغليا على موقع الاتحاد الدولي (مؤرشف)  (الإنجليزية)
- فرانسيسكو باتاغليا على موقع قاعدة بيانات كرة القدم.إي يو (الإنجليزية)
- فرانسيسكو باتاغليا على موقع Soccerway.com (الإنجليزية)